# Тулинцев, Дмитрий Витальевич
Дмитрий Витальевич Тулинцев (13 февраля 1974) — советский и российский футболист, защитник.
Воспитанник ставропольского СУОР. Дебютировал в 1991 году в клубе второй низшей лиги первенства СССР «Сигнал» Изобильный, в 1992 году за команду, переименованную в «Динамо-АПК», играл во второй российской лиге. 1993 год провёл в армавирском «Торпедо». В 1994 году перешёл в команду высшей лиги «Динамо» Ставрополь, но в чемпионате на поле не выходил. Играл за клуб в первом дивизионе до 1999 года включительно, провёл 113 матчей, забил четыре гола. В третьей лиге за дубль в 1994—1997 годах сыграл 60 матчей (из них три аннулированных). В дальнейшем в первенстве России играл за команды «Кристалл» Смоленск (2000), «Фабус» Бронницы (2000), «Чкаловец-1936» Новосибирск (2001—2002), «Локомотив-НН» (2004), «Газовик» Оренбург (2005). В сезоне 2003/04 в составе «Карабаха» Агдам провёл шесть матчей в чемпионате Азербайджана, забил один гол.